# ハッサ・ビント・アフマド・アッ＝スデイリー
ハッサ・ビント・アフマド・アッ=スデイリー (英語:Hussa bint Ahmed Al Sudairi、1900年 - 1969年)は、サウジアラビア王国の王族。 サウード家の一員であり、サウジアラビア国王であるファハド、サルマーンの母親として知られている。

## 経歴
ハッサは1900年に アル・ガートにて生まれる。父はアーメド・ビン・ムハンマド・アル・スダイリー、母はシャリファ・ビント・アリ・ビン・モハメド・アル・スウェイドで、サウジアラビアの有力部族であったスダイリー家に生まれた。
1919年にハッサはサウジアラビア初代国王となるアブドゥルアズィーズ・イブン・サウードの8番目の王妃となり、彼から最も寵愛された。ハッサは7人の男子を含むに恵まれ、実際に7人のうち4人が王位継承順第1位となる王太子に指名され、このうち即位前に病死しなかった2人が国王に即位した。ハッサの息子達はスデイリー・セブンと呼ばれ、サウジアラビアで影響力を持っている。
ハッサは1969年にサウジアラビアの首都リヤドにて死去した。